# 衡阳保卫战纪念馆
26°53′08.5″N 112°32′50.4″E / 26.885694°N 112.547333°E
衡阳保卫战纪念馆，位于衡阳市华新开发区的陆家新屋左厢房，纪念1944年的衡阳保卫战，2017年被省委宣传部公布为第四批湖南省爱国主义教育基地。

## 历史沿革
主条目：陆家新屋
陆家新屋的建造人为清代记名提督、振威将军陆成祖。陆成祖生于1838年，湖南衡阳人，加入曾国藩湘军，因军功被被保举为记名提督，后又被授予振武将军衔。陆成祖于1881年（光绪七年）开始建造陆家新屋。
衡阳保卫战期间，陆家新屋是中日两军作战的争夺点之一。

## 建筑构成
衡阳保卫战纪念馆占地120亩，由主体建筑陆家新屋和国防教育广场组成。
纪念馆内共有展板54块，陈列柜6个，收集100多件抗战文物。
陆家新屋的南向墙壁尚保留数10处当年留下的弹痕，右侧厢房封火墙山屏上的一个弹洞，直径达1米左右。

## 展厅
纪念馆内有1944年衡阳城区的地形地貌图模型沙盘，展览的主题为《忠烈壮国魂---抗日战争衡阳保卫战》。
- 展厅
- 展厅
- 展厅